# Prova d'Anderson-Darling
A l'entorn d'estadística, la  prova d'Anderson-Darling  és una prova no paramètrica sobre si les dades d'una mostra provenen d'una distribució específica. La fórmula per a l'estadístic A determina si les dades {\displaystyle \{Y_{1}<\dots <y_{n}\}} (observar que les dades s'han d'ordenar) venen d'una distribució amb funció acumulativa {\displaystyle F}
on
L'estadístic de la prova es pot llavors comparar contra les distribucions de l'estadístic de prova (depenent que {\displaystyle F} s'utilitza) per determinar el P-valor.